# Neoglabratella
Neoglabratella es un género de foraminífero bentónico de la familia Glabratellidae, de la superfamilia Glabratelloidea, del suborden Rotaliina y del orden Rotaliida. Su especie tipo es Discorbis wiesneri. Su rango cronoestratigráfico abarca el Holoceno.

## Clasificación
Neoglabratella incluye a la siguiente especie:
- Neoglabratella wiesneri